# Finmovägstekel
Finmovägstekel (Arachnospila abnormis) är en stekelart som först beskrevs av Anders Gustav Dahlbom 1842.  Finmovägstekel ingår i släktet Arachnospila, och familjen vägsteklar. Arten är reproducerande i Sverige.